# ディープ・ブルー (2003年の映画)
『ディープ･ブルー』（DEEP BLUE）は、2003年のドキュメンタリー映画。

## 概要
イギリスのBBCが、テレビシリーズ『THE BLUE PLANET』（『ブルー・プラネット』）を基にして製作した海洋ドキュメンタリー。製作に7年、撮影に4年半を費やし、200箇所ものロケ地を巡って撮影された。ベルリン・フィルハーモニー管弦楽団の音楽が、さまざまな海の生物の生態を映し出したフィルムに華を添える。

## スタッフ
- 製作：BBCワールドワイド グリーンライト･メディア
- 配給：東北新社
- 監督：アラステア・フォザーギル 、アンディ・バイヤット
- 音楽：ジョージ・フェントン
- 演奏：ベルリン・フィルハーモニー管弦楽団
- ナレーション：マイケル・ガンボン（日本語吹替：津嘉山正種）